# استري توب

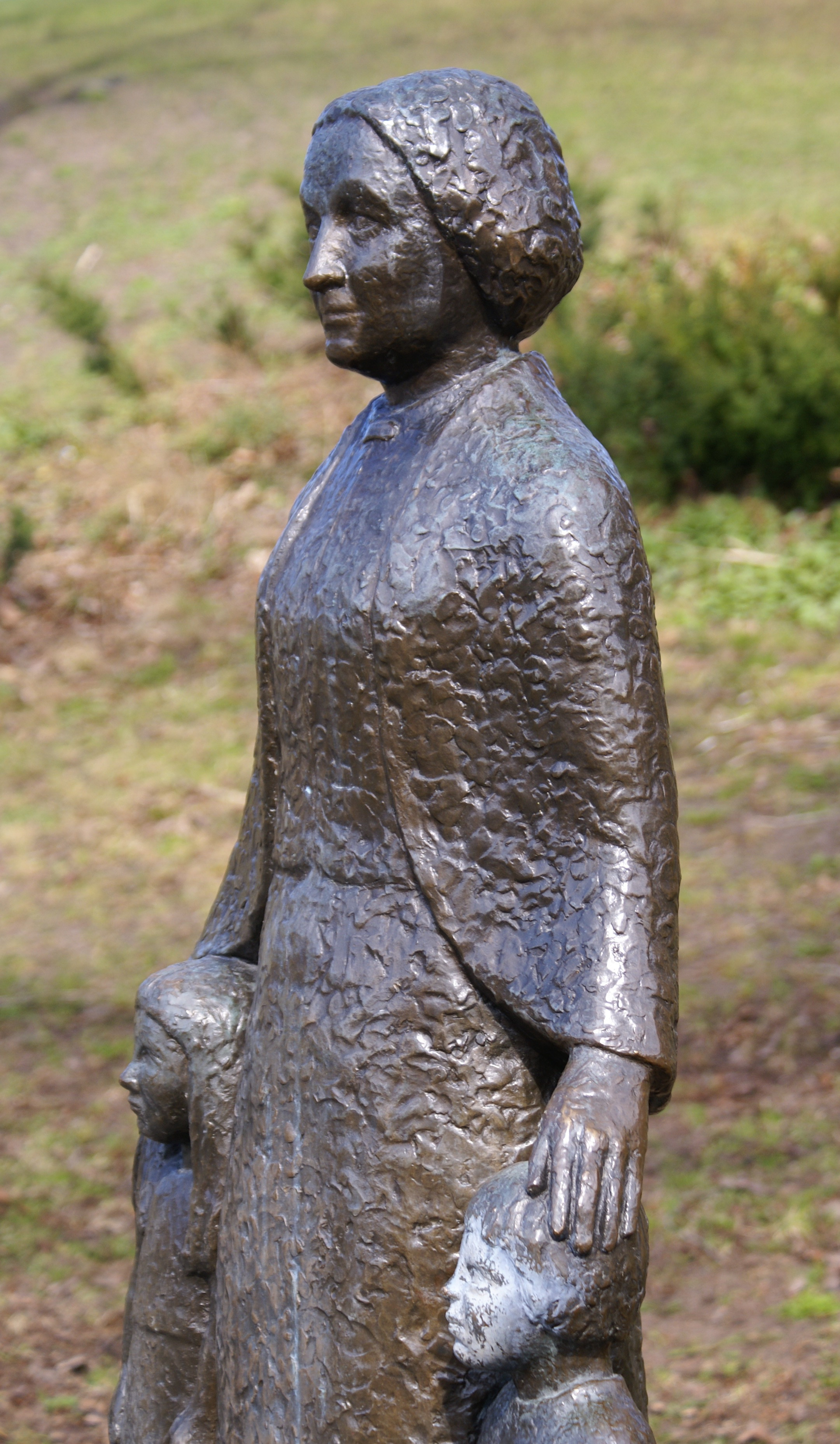
تمثال برونزي يمثل السا بورغ عام 1972 في فيتابيرغسباركين في ستوكهولم

أستريد (أستري) ليناوس ماتيلدا توب، ولد بيرغمان 9 ديسمبر 1898 في ستوكهولم، توفي في 23 ديسمبر 1980 في ستوكهولم، كان فنانا مرئيا سويديا ونحاتا.